# Wildalmrotkopf
Le Wildalmrotkopf est une montagne culminant à 2 517 mètres d'altitude dans le massif des Alpes de Berchtesgaden, en Allemagne.

## Géographie

### Situation
La montagne se situe dans le chaînon du Steinernes Meer, à l'est du Grießkogel et au sud du Funtenseetauern et de la Steinigen Grube.

## Ascension
Le Große Reibn passe devant le Wildalmrotkopf (par le Lange Gasse et le Niederbrunnsulzen), tout comme la variante sud de la transition du Wasseralm au Kärlingerhaus. Il n'y a pas de sentiers balisés vers le sommet.